# Ceruri întunecate
Ceruri întunecate (în engleză Dark Skies) este un film american de groază științifico-fantastic din 2013, scris și regizat de Scott Stewart, produs de Jason Blum sub sigla companiei sale Blumhouse Productions și cu Keri Russell, Josh Hamilton, Dakota Goyo și J. K. Simmons în rolurile principale. 
A fost lansat în Statele Unite ale Americii la 22 februarie 2013, de către Dimension Films. Filmul a încasat 27,8 milioane de dolari americani în întreaga lume și a avut recenzii mixte de la critici, mulți lăudând performanța actoricească, premisa și ambiția, dar au criticat scenariul pentru intriga confuză și personajele sale.